# Андрощук Олександр Володимирович
Олександр Володимирович Андрощук (нар. 1 січня 1974, Горбівці) — український історик, кандидат історичних наук з 2004 року.

## Біографія
Народився 1 січня 1974 року в селі Горбівцях Літинського району Вінницької області.
1997 року з відзнакою закінчив історичний факультет Вінницького державного педагогічного інституту.
З 1997 по 2000 рік працював учителем історії та правознавства в загальноосвітній школі у Вінницькій області.
У 2000—2003 роках — аспірант, з 2003 року — молодший науковий співробітник, науковий співробітник відділу новітньої історії та політики Інституту історії України НАН України. 28 травня 2004 року там же захистив кандидатську дисертацію на тему «Адміністративно-територіальні зміни в УРСР: плани, втілення, наслідки (друга половина 40-х — 60-і роки XX століття)» (науковий керівник — доктор історичних наук Петро Панченко).

## Наукова діяльність
Досліджує історію адміністративно-територіального устрою України в ХХ столітті; радянську топонімічну політику, проблеми регіоналізму та сепаратизму в пострадянській Україні та країнах Східної Європи; історичну політику та історичну дидактику; публічну історію.
Основні наукові праці:
- Політика перейменувань об'єктів адміністративно-територіального поділу в УРСР в 40-60-ті роки XX століття: мета, механізм реалізації, наслідки //Історія України: Маловідомі імена, події, факти. — Випуск 22-23. — Київ, 2003;
- Реорганізація сільських адміністративно-територіальних одиниць в УРСР: мотиви, засоби реалізації, наслідки (друга половина 40-х — 60-ті роки XX століття). // Український історичний збірник. — 2003. — Випуск 6. — Київ, 2004;
- Перейменування об'єктів адміністративно-територіального поділу Криму як репресивний та пропагандистський засіб державної політики (друга половина XX століття). // Крим в історичних реаліях України: Матеріали наукової конференції «Крим в історичних реаліях України: До 50-річчя входження Криму до складу УРСР». — Київ, 2004;
- Демографія українського села XVI—XXI століть крізь призму історико-краєзнавчого дослідження // Краєзнавство. — 2005. — № 1-4;
- Верменич Я. В., Андрощук О. В. Зміни адміністративно-територіального устрою України ХХ–ХХІ ст / Г. В. Боряк (відп. ред.). — К. : Інститут історії України НАН України, 2014. — 182 с. — ISBN 978-966-02-7312-2. (Бібліографія с. 133—181: список літератури по губерніям, округам, областям, по УРСР, по СРСР — рецензія)

Автор 26-ти статей Енциклопедії історії України.